# Carausius
Carausius, celým jménem Marcus Aurelius Mausaeus Valerius Carausius († 293), byl menapijský důstojník římského námořnictva, který se roku 286 ujal moci v Británii a severní Galii. Událo se tak třináct let po zániku galského císařství, ovládaného Postumem. Carausius se držel u moci po sedm let, nakonec byl zavražděn svým pokladníkem Allectem.
Carausius byl prostého původu, vyznamenal se především v průběhu Maximianovy kampaně do severní Galie v boji proti bagaudům roku 286. Tento úspěch a jeho dřívější zaměstnání jako lodivod, vedly k jeho jmenování do funkce důstojníka římského námořnictva Classis Britannica, umístěného v Lamanšském průlivu. Zde měl za úkol bránit franským a saským pirátům, útočícím na pobřeží Armoriky a Belgiky. Na Carausia padlo podezření, že si nechává poklady a spolupracuje s piráty, kterým umožňuje nájezdy na pobřeží. Z toho důvodu nad ním Maximianus vynesl rozsudek smrti. Carausius se poté prohlásil za císaře Británie a severní Galie. Navíc se mu povedlo do svých služeb získat nejen posádky lodí, kterým velel a tři legie sloužící v Británii, ale také pomocné legie z Galie, které za ním šly s vidinou zisku.
Roku 288 nebo 289 připravoval Maximianus invazi do Británie. Ta skončila neúspěchem. V panegyriku předloženém Constantiu Chlorovi se tvrdilo, že za neúspěchem stojí špatné počasí, Carausius to ovšem prohlašoval za vojenské vítězství. Římský historik Eutropius uvádí, že všechny nepřátelské akce byly marné z důvodu Carausiových vojenských dovedností, proto byl nakonec uzavřen mír.
Roku 293 se Constantius Chlorus rozhodl znovu dobýt odtrženou Galii. Izoloval Carausia tím, že oblehl Bononii. Do Británie ale zatím nemohl. Následně byl Carausius zavražděn svým pokladníkem Allectem, který vládl římskému císařství následující tři roky.